# Polypedilum convictum
Polypedilum convictum is een muggensoort uit de familie van de dansmuggen (Chironomidae). De wetenschappelijke naam van de soort is voor het eerst geldig gepubliceerd in 1856 door Francis Walker.
De larven van de mug leven in de beker van de nepenthes-plant, waar ze leven van de kadavers van verdronken insecten.